# Fußball-Landesmeisterschaft Sachsen 1948/49
Die Fußball-Landesmeisterschaft Sachsen 1948/49 diente zur Ermittlung des sächsischen Fußballmeisters und der sächsischen Teilnehmer an der Fußball-Ostzonenmeisterschaft 1949. Anders als in den restlichen Ländern der SBZ wurde in Sachsen in dieser Spielzeit noch keine oberste Landesklasse eingeführt. Die Vereine spielten stattdessen erneut in fünf regionalen Fußballbezirken. Die Bezirksmeister qualifizierten sich für die Endrunde, in der der sächsische Fußballmeister ausgespielt wurde. Nach Abschluss der Endrunde waren die Vereine SG Dresden-Friedrichstadt, SG Einheit Meerane und ZSG Industrie Leipzig punktgleich, so dass eine erneute Endrunde mit diesen drei Mannschaften ausgetragen wurde. In dieser setzte sich die SG Dresden-Friedrichstadt durch und qualifizierte sich für die Ostzonenmeisterschaft 1949, bei der die Dresdner jedoch bereits im Viertelfinale gegen den späteren Ostzonenmeister ZSG Union Halle ausschieden. Meerane war als Vizemeister ebenfalls für die Ostzonenmeisterschaft qualifiziert und scheiterte im Halbfinale knapp mit 3:4 nach Verlängerung an Fortuna Erfurt.
Die drei besten Vereine aus der Endrunde qualifizierten sich ebenfalls für die zur kommenden Spielzeit neu eingeführte erstklassige DDR-Fußball-Oberliga 1949/50. Mit der Einführung der Fußball-Landesklasse Sachsen zur kommenden Spielzeit, welche in zwei Staffeln ausgetragen wurde, gab es ab 1949 in allen fünf Ländern Landesklassen.

## Modus
In fünf Fußballbezirken wurden zuerst Bezirksmeister ausgespielt, diese trafen dann in einer Endrunde aufeinander.
| Bezirk      | Bezirksmeister            |
| ----------- | ------------------------- |
| Chemnitz    | SG Einheit Meerane        |
| Dresden     | SG Dresden-Friedrichstadt |
| Leipzig     | SG Leipzig-Leutzsch a     |
| Ostsachsen  | SG Zittau                 |
| Westsachsen | SG Planitz                |

## Bezirk Chemnitz
Im Fußballbezirk Chemnitz erfolgte die Austragung der obersten Bezirksliga in zwei Staffeln, die Staffelsieger trafen dann in Hin- und Rückspiel im Finale aufeinander. Die SG Einheit Meerane konnte sich im Finale gegen die SG Chemnitz-Nord durchsetzen. Die vier staffelübergreifend besten Mannschaften der Bezirksliga qualifizierten sich für die zur kommenden Spielzeit eingeführten Landesklasse Sachsen. Da Meerane in die DDR-Oberliga aufstieg, rückte die fünftbeste Mannschaft als Teilnehmer an der Landesklasse nach. Unterhalb der Bezirksliga waren die Bezirksklassen angeordnet.

### Staffel 1
| Pl. | Verein                  | Sp. | S  | U | N  | Tore    | Quote | Punkte |
| --- | ----------------------- | --- | -- | - | -- | ------- | ----- | ------ |
| 1.  | SG Einheit Meerane      | 22  | 19 | 0 | 3  | 073:240 | 3,04  | 38:60  |
| 2.  | SG Chemnitz-West        | 22  | 16 | 2 | 4  | 088:260 | 3,38  | 34:10  |
| 3.  | SG Lichtenstein         | 22  | 13 | 1 | 8  | 063:470 | 1,34  | 27:17  |
| 4.  | SG Limbach              | 22  | 11 | 3 | 8  | 064:490 | 1,31  | 25:19  |
| 5.  | SG Thalheim             | 22  | 12 | 1 | 9  | 053:640 | 0,83  | 25:19  |
| 6.  | SG Vorwärts Chemnitz    | 22  | 10 | 2 | 10 | 050:480 | 1,04  | 22:22  |
| 7.  | SG Hohenstein-Ernstthal | 22  | 8  | 4 | 10 | 038:460 | 0,83  | 20:24  |
| 8.  | SG Glauchau             | 22  | 9  | 1 | 12 | 050:590 | 0,85  | 19:25  |
| 9.  | SG Harthau              | 22  | 6  | 7 | 9  | 045:550 | 0,82  | 19:25  |
| 10. | SG Gornsdorf            | 22  | 7  | 3 | 12 | 046:570 | 0,81  | 17:27  |
| 11. | SG Stollberg            | 22  | 3  | 3 | 16 | 045:810 | 0,56  | 09:35  |
| 12. | SG Chemnitz-Schloß      | 22  | 3  | 3 | 16 | 026:630 | 0,41  | 09:35  |

### Staffel 2
| Pl. | Verein              | Sp. | S  | U | N  | Tore    | Quote | Punkte |
| --- | ------------------- | --- | -- | - | -- | ------- | ----- | ------ |
| 1.  | SG Chemnitz-Nord    | 20  | 17 | 1 | 2  | 084:130 | 6,46  | 35:50  |
| 2.  | SG Hartha           | 22  | 16 | 2 | 4  | 088:260 | 3,38  | 34:10  |
| 3.  | SG Chemnitz-Gablenz | 20  | 15 | 0 | 5  | 068:330 | 2,06  | 30:10  |
| 4.  | SG Mittweida        | 20  | 11 | 3 | 6  | 055:380 | 1,45  | 25:15  |
| 5.  | SG Geyer            | 20  | 8  | 5 | 7  | 036:420 | 0,86  | 21:19  |
| 6.  | SG Zschopau         | 20  | 9  | 2 | 9  | 045:430 | 1,05  | 20:20  |
| 7.  | SG Flöha            | 20  | 5  | 4 | 11 | 033:520 | 0,63  | 14:26  |
| 8.  | SG Oederan          | 20  | 6  | 2 | 12 | 028:650 | 0,43  | 14:26  |
| 9.  | SG Olbernhau        | 20  | 6  | 1 | 13 | 034:520 | 0,65  | 13:27  |
| 10. | SG Geringswalde     | 20  | 4  | 3 | 13 | 026:610 | 0,43  | 11:29  |
| 11. | SG Pockau           | 20  | 3  | 1 | 16 | 038:990 | 0,38  | 07:33  |
| 12. | SG Ringethal b      | 0   | 0  | 0 | 0  | 000:000 | 1,00  | 0:0    |

### Finale Bezirk Chemnitz
Das Hinspiel fand am 12. März 1949 in Meerane, das Rückspiel am 20. März 1949 in Chemnitz statt. Da beide Vereine jeweils ein Spiel gewannen und eine Addition der Ergebnisse nicht vorgesehen war, kam es am 27. März 1949 zu einem Entscheidungsspiel auf neutralem Platz in Glauchau.
|                                              | Gesamt |                                            | Hinspiel | Rückspiel | 3. Spiel |
| -------------------------------------------- | ------ | ------------------------------------------ | -------- | --------- | -------- |
| SG Einheit Meerane (Staffelsieger Staffel 1) | 7:5    | SG Chemnitz-Nord (Staffelsieger Staffel 2) | 3:1      | 1:2       | 3:2      |

## Bezirk Dresden
Im Fußballbezirk Dresden erfolgte die Austragung der obersten Bezirksliga in zwei Staffeln, die Staffelsieger trafen dann in Hin- und Rückspiel im Finale aufeinander. Die SG Dresden-Friedrichstadt konnte sich im Finale gegen die SG Dresden-Mickten durchsetzen. Fünf Mannschaften der Bezirksliga qualifizierten sich für die zur kommenden Spielzeit eingeführten Landesklasse Sachsen. Dresden-Friedrichstadt stieg in die DDR-Oberliga auf. Unterhalb der Bezirksliga waren die Bezirksklassen angeordnet.

### Staffel 1
| Pl. | Verein                    | Sp. | S  | U | N  | Tore    | Quote | Punkte |
| --- | ------------------------- | --- | -- | - | -- | ------- | ----- | ------ |
| 1.  | SG Dresden-Friedrichstadt | 18  | 14 | 3 | 1  | 098:130 | 7,54  | 31:50  |
| 1.  | SG Dresden Striesen       | 18  | 15 | 1 | 2  | 060:160 | 3,75  | 31:50  |
| 3.  | SG Dresden-Laubegast      | 18  | 9  | 7 | 2  | 039:220 | 1,77  | 25:11  |
| 4.  | SG Sportfreunde Freiberg  | 18  | 9  | 3 | 6  | 045:490 | 0,92  | 21:15  |
| 5.  | SG Radebeul-Ost           | 18  | 7  | 4 | 7  | 039:340 | 1,15  | 18:18  |
| 6.  | SG Langenau               | 18  | 5  | 4 | 9  | 034:550 | 0,62  | 14:22  |
| 7.  | SG Hainsberg              | 18  | 6  | 1 | 11 | 032:370 | 0,86  | 13:23  |
| 8.  | SG Reichenberg            | 18  | 6  | 1 | 11 | 030:510 | 0,59  | 13:23  |
| 9.  | SG Heidenau               | 18  | 4  | 0 | 14 | 027:700 | 0,39  | 08:28  |
| 10. | SG Lommatzsch             | 18  | 2  | 2 | 14 | 029:860 | 0,34  | 06:30  |

Entscheidungsspiel Platz 1:
|                           | Ergebnis |                     |
| ------------------------- | -------- | ------------------- |
| SG Dresden-Friedrichstadt | 7:1      | SG Dresden-Striesen |

### Staffel 2
| Pl. | Verein               | Sp. | S  | U | N  | Tore    | Quote | Punkte |
| --- | -------------------- | --- | -- | - | -- | ------- | ----- | ------ |
| 1.  | SG Dresden-Mickten   | 18  | 14 | 1 | 3  | 081:230 | 3,52  | 29:70  |
| 1.  | ZSG der VEB Meißen   | 18  | 12 | 5 | 1  | 050:290 | 1,72  | 29:70  |
| 3.  | SG Dresden-Cotta     | 18  | 11 | 4 | 3  | 045:240 | 1,88  | 26:10  |
| 4.  | BSG Stahlwerk Riesa  | 18  | 10 | 2 | 6  | 050:210 | 2,38  | 22:14  |
| 5.  | SG Großenhain        | 18  | 8  | 3 | 7  | 047:430 | 1,09  | 19:17  |
| 6.  | SG Pirna             | 18  | 7  | 2 | 9  | 042:360 | 1,17  | 16:20  |
| 7.  | SG Freital-Ost       | 18  | 7  | 2 | 9  | 037:520 | 0,71  | 16:20  |
| 8.  | SG Dresden-Gittersee | 18  | 5  | 2 | 11 | 033:620 | 0,53  | 12:24  |
| 9.  | SG Dippoldiswalde    | 18  | 3  | 1 | 14 | 021:550 | 0,38  | 07:29  |
| 10. | SG Sebnitz           | 18  | 1  | 2 | 15 | 017:780 | 0,22  | 04:32  |

Entscheidungsspiel Platz 1:
|                    | Ergebnis |                    |
| ------------------ | -------- | ------------------ |
| SG Dresden-Mickten | 3:1      | ZSG der VEB Meißen |

### Finale Bezirk Dresden
Das Hinspiel fand am 9. April 1949, das Rückspiel am 13. April 1949 statt.
|                                                     | Gesamt |                                              | Hinspiel  | Rückspiel |
| --------------------------------------------------- | ------ | -------------------------------------------- | --------- | --------- |
| SG Dresden-Friedrichstadt (Staffelsieger Staffel 1) | 5:3    | SG Dresden-Mickten (Staffelsieger Staffel 2) | 2:2 n. V. | 3:1       |

## Bezirk Leipzig
In Fußballbezirk Leipzig erfolgte der Spielbetrieb in einer obersten, eingleisigen Bezirksliga. Die SG Leipzig-Leutzsch setzte sich in dieser Liga durch und qualifizierte sich für die sächsische Endrunde. Vor Beginn der Endrunde wurde die Sportgemeinschaft zusammen mit anderen Vereinen zur ZSG Industrie Leipzig zusammengeschlossen und trat unter diesem Namen an der Endrunde an. Fünf Vereine qualifizierten sich für die Fußball-Landesklasse Sachsen 1949/50.
| Pl. | Verein                         | Sp. | S  | U | N  | Tore    | Quote | Punkte |
| --- | ------------------------------ | --- | -- | - | -- | ------- | ----- | ------ |
| 1.  | SG Leipzig-Leutzsch c          | 25  | 21 | 3 | 1  | 104:210 | 4,95  | 45:50  |
| 2.  | SG Wurzen-West                 | 25  | 19 | 2 | 4  | 066:190 | 3,47  | 40:10  |
| 3.  | SG Markkleeberg                | 25  | 18 | 4 | 3  | 074:830 | 0,89  | 40:10  |
| 4.  | SG Leipzig-Probstheida         | 25  | 16 | 5 | 4  | 068:350 | 1,94  | 37:13  |
| 5.  | SG Leipzig-Thekla              | 25  | 16 | 3 | 6  | 085:370 | 2,30  | 35:15  |
| 6.  | SG Leipzig-Kleinzschocher West | 25  | 15 | 5 | 5  | 052:230 | 2,26  | 35:15  |
| 7.  | ZSG Glückauf Markranstädt      | 25  | 14 | 6 | 5  | 085:420 | 2,02  | 34:16  |
| 8.  | SG Leipzig-Lindenau Hafen      | 25  | 14 | 6 | 5  | 057:350 | 1,63  | 34:16  |
| 9.  | SG Rötha                       | 25  | 10 | 8 | 7  | 058:430 | 1,35  | 28:22  |
| 10. | SG Grimma                      | 25  | 11 | 6 | 8  | 051:350 | 1,46  | 28:22  |
| 11. | SG Borna                       | 25  | 12 | 3 | 10 | 061:540 | 1,13  | 27:23  |
| 12. | SG Schleußig                   | 25  | 10 | 7 | 8  | 053:510 | 1,04  | 27:23  |
| 13. | SG Leipzig-Gohlis Nord         | 25  | 9  | 6 | 10 | 051:520 | 0,98  | 24:26  |
| 14. | SG Schkeuditz                  | 25  | 8  | 7 | 10 | 045:460 | 0,98  | 23:27  |
| 15. | SG Taucha                      | 25  | 10 | 3 | 12 | 066:710 | 0,93  | 23:27  |
| 16. | SG Leipzig-Stötteritz          | 25  | 8  | 7 | 10 | 039:490 | 0,80  | 23:27  |
| 17. | SG Liebertwolkwitz             | 25  | 11 | 1 | 13 | 047:580 | 0,81  | 23:27  |
| 18. | Sg Leipzig-Lindenau Aue        | 25  | 8  | 5 | 12 | 050:630 | 0,79  | 21:29  |
| 19. | SG Groitzsch                   | 25  | 5  | 7 | 13 | 046:590 | 0,78  | 17:33  |
| 20. | SG Leipzig-Süden Vorstadt      | 25  | 7  | 2 | 16 | 042:910 | 0,46  | 16:34  |
| 21. | SG Bennewitz                   | 25  | 4  | 5 | 16 | 038:680 | 0,56  | 13:37  |
| 22. | SG Oschatz                     | 25  | 4  | 5 | 16 | 037:780 | 0,47  | 13:37  |
| 23. | SG Leisnig                     | 25  | 6  | 0 | 19 | 046:100 | 0,46  | 12:38  |
| 24. | SG Mügeln                      | 25  | 4  | 4 | 17 | 028:890 | 0,31  | 12:38  |
| 25. | SG Leipzig-Connewitz           | 25  | 2  | 7 | 16 | 035:670 | 0,52  | 11:39  |
| 26. | SG Lindenthal                  | 25  | 3  | 3 | 19 | 028:880 | 0,32  | 09:41  |

## Bezirk Ostsachsen
In Ostsachsen wurde in einer eingleisigen, obersten Ostsachsenliga gespielt. Die SG Zittau setzte sich durch und qualifizierte sich für die sächsische Fußballendrunde. Die besten vier Vereine qualifizierten sich für die Fußball-Landesklasse Sachsen 1949/50.
| Pl. | Verein              | Sp. | S  | U | N  | Tore    | Quote | Punkte |
| --- | ------------------- | --- | -- | - | -- | ------- | ----- | ------ |
| 1.  | SG Zittau           | 20  | 13 | 4 | 3  | 061:300 | 2,03  | 30:10  |
| 2.  | SG Kamenz           | 20  | 10 | 5 | 5  | 059:310 | 1,90  | 25:15  |
| 3.  | SG Löbau            | 20  | 10 | 5 | 5  | 060:390 | 1,54  | 25:15  |
| 4.  | SG Hoyerswerda      | 20  | 11 | 3 | 6  | 051:360 | 1,42  | 25:15  |
| 5.  | SG Weißwasser       | 20  | 10 | 4 | 6  | 045:330 | 1,36  | 24:16  |
| 6.  | SG Bautzen-West     | 20  | 8  | 3 | 9  | 046:440 | 1,05  | 19:21  |
| 7.  | SG Bautzen-Süd      | 20  | 8  | 1 | 11 | 044:600 | 0,73  | 17:23  |
| 8.  | SG Vorwärts Görlitz | 20  | 7  | 3 | 10 | 037:530 | 0,70  | 17:23  |
| 9.  | SG Neugersdorf      | 20  | 6  | 3 | 11 | 042:520 | 0,81  | 15:25  |
| 10. | SG Hosena           | 20  | 7  | 1 | 12 | 039:650 | 0,60  | 15:25  |
| 11. | SG Bischofswerda    | 20  | 3  | 2 | 15 | 030:710 | 0,42  | 08:32  |

## Bezirk Westsachsen
In Westsachsen wurde in einer eingleisigen, obersten Westsachsenliga gespielt. Die SG Planitz setzte sich durch und qualifizierte sich für die sächsische Fußballendrunde. Die besten fünf Vereine qualifizierten sich für die Fußball-Landesklasse Sachsen 1949/50.
| Pl. | Verein               | Sp. | S  | U | N  | Tore    | Quote | Punkte |
| --- | -------------------- | --- | -- | - | -- | ------- | ----- | ------ |
| 1.  | SG Planitz           | 22  | 19 | 2 | 1  | 072:140 | 5,14  | 40:40  |
| 2.  | SG Plauen-Süd        | 22  | 15 | 4 | 3  | 064:170 | 3,76  | 34:10  |
| 3.  | SG Lauter            | 22  | 13 | 3 | 6  | 054:290 | 1,86  | 29:15  |
| 4.  | SG Aue               | 22  | 13 | 2 | 7  | 081:450 | 1,80  | 28:16  |
| 5.  | SG Cainsdorf         | 22  | 12 | 3 | 7  | 046:310 | 1,48  | 27:17  |
| 6.  | SG Zwickau-Mitte     | 22  | 13 | 0 | 9  | 051:290 | 1,76  | 26:18  |
| 7.  | SG Elsterberg        | 22  | 8  | 3 | 11 | 035:440 | 0,80  | 19:25  |
| 8.  | SG Wilkau-Haßlau     | 22  | 8  | 2 | 12 | 058:660 | 0,88  | 18:26  |
| 9.  | SG Auerbach/Vogtland | 22  | 5  | 7 | 10 | 035:520 | 0,67  | 17:27  |
| 10. | SG Falkenstein       | 22  | 5  | 4 | 13 | 023:640 | 0,36  | 14:30  |
| 11. | SG Oelsnitz          | 22  | 3  | 3 | 16 | 026:760 | 0,34  | 09:35  |
| 12. | SG Treuen            | 22  | 0  | 3 | 19 | 022:100 | 0,22  | 03:41  |

## Fußballendrunde Sachsen
Die Fußballendrunde fand vom 3. April 1949 bis 15. Mai 1949 statt. Qualifiziert waren die fünf Bezirkssieger, die im Rundenturnier jeweils einmal gegen die anderen Bezirkssieger antraten. Nachdem nach der ursprünglichen Endrunde noch drei Vereine punktgleich waren, musste eine erneute Endrunde zwischen diesen drei Vereinen ausgetragen werden. In dieser setzte sich die SG Dresden-Friedrichstadt durch und qualifizierte sich für die Ostzonenmeisterschaft 1949. Meerane war als Vizemeister ebenfalls für die Ostzonenmeisterschaft qualifiziert. Die drei besten Vereine aus der Endrunde qualifizierten sich ebenfalls für die zur kommenden Spielzeit neu eingeführten, erstklassigen DDR-Fußball-Oberliga 1949/50, die restlichen beiden Vereine qualifizierten sich für die Fußball-Landesklasse Sachsen.

### Endrunde
| 1949                      | SG Dresden-Friedrichstadt | ZSG Industrie Leipzig | SG Einheit Meerane | SG Planitz | SG Zittau |
| ------------------------- | ------------------------- | --------------------- | ------------------ | ---------- | --------- |
| SG Dresden-Friedrichstadt |                           | 3:2                   | 3:5                | 2:0        | 5:0       |
| ZSG Industrie Leipzig     |                           |                       | 2:0                | 2:1        | 2:1       |
| SG Einheit Meerane        |                           |                       |                    | 2:1        | 1:0       |
| SG Planitz                |                           |                       |                    |            | 1:1       |
| SG Zittau                 |                           |                       |                    |            |           |

| Pl. | Verein                                            | Sp. | S | U | N | Tore    | Quote | Punkte |
| --- | ------------------------------------------------- | --- | - | - | - | ------- | ----- | ------ |
| 1.  | SG Dresden-Friedrichstadt (Sieger Bezirk Dresden) | 4   | 3 | 0 | 1 | 013:700 | 1,86  | 06:20  |
| 2.  | ZSG Industrie Leipzig (Sieger Bezirk Leipzig)     | 4   | 3 | 0 | 1 | 008:500 | 1,60  | 06:20  |
| 3.  | SG Einheit Meerane (Sieger Bezirk Chemnitz)       | 4   | 3 | 0 | 1 | 008:600 | 1,33  | 06:20  |
| 4.  | SG Planitz (Sieger Bezirk Westsachsen)            | 4   | 0 | 1 | 3 | 003:700 | 0,43  | 01:70  |
| 5.  | SG Zittau (Sieger Bezirk Ostsachsen)              | 4   | 0 | 1 | 3 | 002:900 | 0,22  | 01:70  |

Während die gute Platzierung der SG Dresden-Friedrichstadt um Helmut Schön nicht überraschte, war das schlechte Abschneiden des ersten Ostzonenmeisters SG Planitz mit nur einem Unentschieden und drei Niederlagen eine große Überraschung. Bemerkenswert war der Strukturwechsel der SG Leipzig-Leutzsch, die sich mitten in der Meisterschaftsrunde zur ZSG Industrie Leipzig umbildete und damit aus einem größeren Spielerreservoir schöpfen konnten. Allein der Neuzugang Heinz Fröhlich schoss drei der acht Tore. Da nun drei Mannschaften punktgleich vorn lagen, entschieden sich die verantwortlichen Funktionäre, den Sachsenmeister unter diesen drei Mannschaften in einer Extrarunde auszuspielen.

### Entscheidungsrunde
| Datum        |                           | Ergebnis  |                           | Ort              | Zuschauer |
| ------------ | ------------------------- | --------- | ------------------------- | ---------------- | --------- |
| 18. Mai 1949 | SG Dresden-Friedrichstadt | 3:2 (2:1) | SG Einheit Meerane        | Leipzig-Leutzsch | 30.000    |
| 22. Mai 1949 | ZSG Industrie Leipzig     | 0:1 (0:1) | SG Dresden-Friedrichstadt | Chemnitz         | 45.000    |
| 25. Mai 1949 | SG Einheit Meerane        | 3:2 (1:1) | ZSG Industrie Leipzig     | Dresden          | 30.000    |

| Pl. | Verein                                            | Sp. | S | U | N | Tore    | Quote | Punkte |
| --- | ------------------------------------------------- | --- | - | - | - | ------- | ----- | ------ |
| 1.  | SG Dresden-Friedrichstadt (Sieger Bezirk Dresden) | 2   | 2 | 0 | 0 | 004:200 | 2,00  | 04:0   |
| 2.  | SG Einheit Meerane (Sieger Bezirk Chemnitz)       | 2   | 1 | 0 | 1 | 005:500 | 1,00  | 02:20  |
| 3.  | ZSG Industrie Leipzig (Sieger Bezirk Leipzig)     | 2   | 0 | 0 | 2 | 002:400 | 0,50  | 0:40   |

Die SG Dresden-Friedrichstadt und die SG Meerane qualifizierten sich damit für die Fußball-Ostzonenmeisterschaft 1949. Die Spiele um die sächsische Meisterschaft hatten Eindruck beim Deutschen Sportausschuss hinterlassen, der für die Saison 1949/50 erstmals eine republikweite Fußballliga für alle fünf Länder der SBZ/DDR initiierte. Auf Grund der Spielstärke der sächsischen Mannschaften wurden Sachsen als einzigem Land drei Vertreter, dementsprechend die besten drei sächsischen Mannschaften der Saison 1948/49, zugestanden. Mit dem dritten Platz im erstmals ausgetragenen FDGB-Pokal qualifizierte sich mit der mittlerweile gegründeten ZSG Horch Zwickau sogar noch ein vierter sächsischer Vertreter für das Oberhaus im DDR-Fußball. Für die kommende Saison 1949/50 wurde nun auch in Sachsen mit der Landesliga eine landesweite Spielklasse eingeführt, die in zwei Staffeln organisiert wurde.